# Grammisgalan 1996
Grammisgalan 1996 hölls på Chinateatern i Stockholm den 19 februari 1996, och gällde 1995 års prestationer. Galan sändes i TV 4.

## Priser
- Årets artist: Eva Dahlgren
- Årets pop/rockgrupp: Kent Kent
- Årets låt: Cecilia Vennersten Det vackraste
- Årets nykomling: Sophie Zelmani Sophie Zelmani
- Årets album: Just D Plast
- Bäste manlige pop/rockartist: Peter LeMarc Bok med blanka sidor
- Årets kvinnliga pop/rockartist: Rebecka Törnqvist
- Årets musikvideo: Just D Hubbabubba
- Årets modern dans: Infinite Mass The Infinite Patio
- Årets hårdrock: Fireside Do Not Tailgate
- Årets klassiska album: Sven-David Sandström The High Mass
- Årets barn: Bröderna Slut Pettsonsånger Pettson tältar
- Årets visa/folk: Groupa Imeland
- Årets dansband: Candela Candelas vita
- Årets textförfattare: Nils Hellberg
- Årets kompositör: Anders Hillborg
- Årets jazz: Gunnar Bergsten The Good Life
- Årets producent: Pål Svenre
- Juryns specialpris: Kent Nyberg för hans skivomslag

### Fotnoter
1. ↑  ”TV4 Riks 1996-02-19”. Svensk mediedatabas. 19 februari 1996. https://smdb.kb.se/catalog/id/001770965. Läst 1 mars 2017.